# Rozsiana samoistna hiperostoza szkieletu
Rozsiana samoistna hiperostoza szkieletu (uogólniony samoistny nadmierny rozrost kości, choroba Forestiera, ang. diffuse idiopathic skeletal hyperostosis, DISH) – choroba o nieznanej przyczynie, znana od ponad 100 lat, lecz traktowana jako samodzielna jednostka chorobowa dopiero od 1997. Występuje u 1,6–13% populacji ogólnej, ale u 13–49% populacji chorych na cukrzycę, jej częstość wzrasta z wiekiem oraz współistnieniem innych czynników ryzyka, takich jak dyslipidemia, hiperurykemia. Występuje częściej u mężczyzn niż u kobiet a wiek jej wystąpienia mieści się w granicach 50 – 75 lat.
Choroba cechuje się rozrostem kości w miejscach przyczepów ścięgien, rozcięgien, torebek stawowych. Charakterystyczne są zmiany w obrębie dolnych kręgów piersiowych, w których występują rzekome, duże osteofity, przypominające swoim wyglądem dzioby papuzie i obejmujące co najmniej 4 kręgi oraz zmiany w obrębie blaszki wewnętrznej kości czołowej, gęstniejące (powodujące zagęszczenie struktury kostnej) zapalenie kości biodrowej.
Chorobę rozpoznaje się na podstawie klasycznych radiogramów układu ruchu. Następujące objawy mogą sugerować istnienie choroby:
- zwapnienie w obrębie więzadła karkowego;
- entezopatia guza kulszowego;
- zwapnienia więzadła krzyżowo-guzicznego;
- zwapnienie spojenia łonowego;
- zwapnienie w obrębie mięśnia czworogłowego uda i ścięgna podrzepkowego;
- zwapnienia ścięgna Achillesa, rozcięgna podeszwowego;
- zwapnienia ścięgna mięśnia trójgłowego;
- występowanie zwapnień podskórnych.

Choroba przebiega najczęściej bezobjawowo, choć może powodować ból i ograniczenie ruchomości. Leczenie specyficzne nie jest znane – zwykle stosowana jest rehabilitacja. W przypadku bólów stosuje się niesterydowe leki przeciwzapalne.